# اسنوپ داگ
کلوین کوردوزار برودِس جونیور (انگلیسی: Calvin Cordozar Broadus Jr.؛ زادهٔ ۲۰ اکتبر ۱۹۷۱) که به‌نام اسنوپ داگ (Snoop Dogg؛ پیش‌تر اسنوپ داگی داگ) شناخته می‌شود، رپر، تهیه‌کنندهٔ موسیقی و بازیگر آمریکایی است. شهرت او به سال ۱۹۹۲ بازمی‌گردد که در نخستین تک‌آهنگ انفرادی دکتر دره، یعنی «پوشش عمیق» و سپس در نخستین آلبوم انفرادی دره، یعنی مزمن حضور یافت. اسنوپ از آن زمان بیش از ۲۳ میلیون آلبوم در ایالات متحده و ۳۵ میلیون آلبوم در سرتاسر جهان فروخته است. از افتخارات او می‌توان به یک جایزهٔ موسیقی آمریکا، یک جایزهٔ امی ساعات پربیننده و ۱۷ نامزدی در جوایز گرمی اشاره کرد.
نخستین آلبوم انفرادی اسنوپ، داگی‌استایل، توسط دکتر دره تهیه و در نوامبر ۱۹۹۳ به‌وسیلهٔ دث رو رکوردز منتشر شد. این آلبوم در صدر جدول‌های، بیلبورد ۲۰۰ و آلبوم‌های برتر آراندبی/هیپ-هاپ قرار گرفت. با فروش ۸۰۰٫۰۰۰ نسخه در هفته نخست انتشار، داگی‌استایل در سال ۱۹۹۴ گواهی‌نامهٔ چهارگانهٔ پلاتین دریافت کرد که شامل تک‌آهنگ‌های «نام من چیست؟» و «جین و جویس» بود. در سال ۱۹۹۴، دث رو، موسیقی متنی را به‌وسیلهٔ او برای فیلم کوتاه قتل چنین بود با بازی اسنوپ منتشر کرد. در سال ۱۹۹۶، دومین آلبوم او، دا داگ‌فادر، نیز در رتبهٔ اول هر دو جدول جای گرفت و سال بعد گواهی‌نامهٔ دوگانهٔ پلاتین کسب کرد.
در سال ۲۰۱۲، پس از سفر به جامائیکا، اسنوپ اعلام کرد که به یک راستافاری تبدیل شده و اسم مستعار جدیدی به نام «اسنوپ لاین» را برگزیده است. او در اوایل سال ۲۰۱۳ به عنوان اسنوپ لاین یک آلبوم رگی به نام باززایی و یک فیلم مستند به همین نام دربارهٔ تجربه جامائیکایی خود منتشر کرد. او سپس در سال ۲۰۱۵، با انتشار آلبوم بوش، با نام اسنوپ داگ به فعالیت در زمینه هیپ‌هاپ و رپ بازگشت.
در مارس ۲۰۱۶، شب قبل از رسلمنیا ۳۲ در آرلینگتون، تگزاس، او در بخش سلبریتی‌های تالار مشاهیر WWE معرفی شد؛ اسنوپ چندین بار از جمله در یک مسابقه در رسلمنیا ۲۴ در برنامه‌های این شرکت حضور داشته است. در سال ۲۰۱۸، وی اعلام کرد که «یک مسیحی دوباره متولد شده» است و اولین آلبوم انجیلی خود بایبل آف لاو را منتشر کرد. در ۱۹ نوامبر ۲۰۱۸، به اسنوپ ستاره ای در پیاده‌روی مشاهیر هالیوود داده شد. در سال ۲۰۲۲، او، دث رو رکوردز را از گروه موسیقی MNRK خریداری کرد و نوزدهمین آلبوم استودیویی خود به نام BODR را منتشر کرد.
اسنوپ داگ در فیلم‌های سینمایی مختلفی ایفای نقش کرده و در چندین برنامه تلویزیونی حضور داشته است. او همچنین از مربیان یک لیگ فوتبال جوانان و مربی یک تیم فوتبال دبیرستانی است.

## اوایل زندگی
اسنوپ داگ در ۲۰ اکتبر سال ۱۹۷۱ در لوس آلتوس در لانگ بیچ ایالت کالیفرنیای آمریکا به دنیا آمد. او دومین فرزند پسر از سه فرزند خانواده‌اش بود. اسم او کلوین کوردوزار بروداوس جونیور گذاشته شد. مادرش از همان کودکی او را با نام اسنوپی صدا می‌کرد و او نام اسنوپ داگی داگ را به‌عنوان نام هنری خود برگزید که بعدها به اسنوپ داگ تغییر کرد. او بعد از این که از دبیرستان فارغ‌التحصیل شد، سه سال با پلیس به‌خاطر مواد مخدر و شرارت درگیر بود و پی‌درپی به زندان می‌افتاد. وی در این سال‌ها به خواندن رپ مشغول شد و با دوست خود، وارن جی، که برادر ناتنی دکتر دره بود، آهنگ‌های خود را به‌صورت غیرحرفه‌ای می‌ساختند. به این صورت بود که او با دکتر دره آشنا شد و آهنگ فیلم پوشش عمیق را با همدیگر ساختند. سپس آلبوم مزمن هم با شراکت اسنوپ در بعضی آهنگ‌ها آماده شد.

## اوایل حرفه
اسنوپ داگ در نوامبر سال ۱۹۹۳ آلبوم داگی استایل را از استودیوی دِث رو رکوردز ارائه کرد. این آلبوم اولین آلبوم رپ بود که شماره یک جدول‌ها شد و رپ را از حالت سکون درآورد. آهنگ‌های What's My Name و Gin and Juice به ده برتر راه یافتند و آلبوم چندین ماه در جدول‌ها ماند. در ۱۹۹۴ هم در فیلم Murder Was the Case چند آهنگ اجرا کرد.
سپس او در سال ۱۹۹۶ آلبوم Doggfather را بیرون داد. این آلبوم بدون کمک دکتر دره ساخته شد، چون او قبلاً دِث رو رکوردز را ترک کرده‌بود. او این آلبوم را با کمک Daz و DJ Pooh ساخت.

## فعالیت‌های دیگر
اسنوپ داگ در دورهٔ حرفه‌ای خود در فیلم‌ها و مجموعه‌های تلویزیونی زیادی بازی کرده است. او بازی‌کردن را از فیلم واش با دکتر دره و همین‌طور فیلم ترسناکِ استخوان‌ها در سال ۲۰۰۱ آغاز کرد. اسنوپ داگ همچنین در یکی از سری فیلم‌های scary movie در قسمت ۵ نیز ایفای نقش کرده است. او همچنین در سال ۲۰۱۲ با رپر معروف، ویز خلیفه در فیلم «مک و دوین به دبیرستان می‌روند»، که عاقبت به نمایش درآمد، بازی کرد. او همچنین به‌عنوان ساپورت بازیگر، یعنی نقش‌های دوم و سوم، در فیلم‌هایی همچون Half Baked ,Training Day ,Starsky & Hutch , Brüno , Dayshiftبازی کرده.
اسنوپ داگ همین‌طور در معروف‌ترین مسابقات سالانهٔ کشتی کچ، WrestleMania XXIV سال ۲۰۰۸ نیز به‌عنوان خواننده حضور پیدا کرد که شور و هیجان فوق‌العاده‌ای به این بازی‌ها داد.
او همچنین در سه برنامهٔ تلویزیونی به نام‌های Doggy Fizzle Televizzle ,Dogg after Dark و مستند Snoop Dogg’s Father Hood نیز حضور داشته است. او همچنین در اپیزودهایی از فیلم King of the Hill, Las Vegas, and Monk یک اپیزود از سریال Robot Chicken و همین‌طور ۳ قسمت از سریال One Life to Live شرکت داشته است. همین‌طور در سریال‌های The L Word ,Weeds ,Entourage ,I Get That a Lot و The Price Is Right و همین‌طور YouTube video series ,Epic Rap Battles of History حضور داشته است. او همین‌طور در مسابقات فری استایل رپ wild n out حضور داشته است. همین‌طور حضور کوتاهی در فیلم باب‌اسفنجی: اسفنج فراری داشته است.

## زندگی شخصی

### دین
در سال ۲۰۰۹، گزارش شد که اسنوپ یکی از اعضای امت اسلام است. در ۱ مارس، او در جشن سالانه روز ناجیان ملت اسلام ظاهر شد و در آن‌جا لوییس فراخان را ستایش کرد. اسنوپ گفت که او یکی از اعضای امت است، اما از ذکر تاریخ پیوستنش خودداری کرد. او همچنین ۱٫۰۰۰ دلار به این سازمان کمک کرد.
اسنوپ با ادعای «تولد دوباره» در سال ۲۰۱۲، به جنبش راستافاری گروید، تمرکز خود را در موسیقی به سبک رگی معطوف کرد، و پس از سفر به جامائیکا نام خود را به اسنوپ لاین تغییر داد. او آلبومی رگی به نام باززایی (تناسخ) منتشر کرد و گفت: «من همیشه گفته‌ام که تناسخی از باب مارلی بودم».
در ژانویهٔ ۲۰۱۳، او توسط اعضای جامعه راستافاری در جامائیکا، از جمله هنرمند رگی، بانی ویلر، به دلیل عدم انجام تعهدات خود در قبال این فرهنگ مورد انتقاد قرار گرفت. اسنوپ بعداً این ادعاها را رد کرد و اظهار داشت که عقایدش شخصی بوده و قابل قضاوت نیستند.
پس از انتشار آلبوم بایبل آف لاو در اوایل سال ۲۰۱۸، او به مصاحبه‌کنندهٔ تی‌وی وان گفت که در اکثر آثارش «همیشه به نجات دهنده[اش] عیسی مسیح اشاره کرده» و اینکه به «یک مسیحی دوباره متولدشده» تبدیل شده است.